# المراقب (مذيخرة)

تعديل مصدري - تعديل

المراقب محلة تابعة لقرية حمر اعلى، التابعة لعزلة الجوالح بمديرية مذيخرة إحدى مديريات محافظة إب في الجمهورية اليمنية، بلغ تعداد سكانها 297 حسب تعداد اليمن لعام 2004.